# 吉川経康
吉川 経康（きっかわ つねやす）は、室町時代の武士。通称は小次郎。因幡守。石見吉川氏7代当主。
石見吉川氏は藤原南家工藤氏の流れを汲む吉川氏の庶流。父は吉川経義。弟に経明。子に経佑。
永享7年（1435年）7月19日、家督を継ぐ。